# Campus háború
A Campus háború amerikai televíziós film, melyet 2009. október 17-én mutatott be a Lifetime csatorna. A film főszereplői Lucy Hale, Courtney Thorne-Smith, Amanda Schull és Phoebe Strole.

## Történet
|  | Alább a cselekmény részletei következnek! |

Katie Parker úgy érkezik a campusra, hogy hamarosan a Delta-lányklub tagja lesz, amelynek édesanyja is tagja volt, ám ő végül a Kappa-házhoz csatlakozik. A házak közötti rivalizálás próbára teszi édesanyjával való kapcsolatát, valamint Katie és Sara gyerekkoruk óta a tartó barátságát is.
|  | Itt a vége a cselekmény részletezésének! |

## Szereplők

### Főszereplők
| Színész(nő)           | Szerep         | Megjegyzés                                     | Magyar hang     |
| --------------------- | -------------- | ---------------------------------------------- | --------------- |
| Lucy Hale             | Katie Parker   | Lutie és William lánya, a Kappa-lányklub tagja | Berkes Boglárka |
| Courtney Thorne-Smith | Lutie Parker   | Katie édesanyja, a Delta-lányklub tagja        | Orosz Anna      |
| Amanda Schull         | Gwen           | Summer lánya, a Delta-lányklub tagja           |                 |
| Phoebe Strole         | Sara Snow      | Katie barátnője, a Delta-lányklub tagja        |                 |
| Kristen Hager         | Heather        | A Kappa-lányklub tagja                         |                 |
| Rob Mayes             | Beau           | A Beta-fiúklub tagja                           |                 |
| Adrian Hough          | William Parker | Katie édesapja                                 |                 |
| Sarah-Jane Redmond    | Dana           | A Delta-lányklub tagja                         |                 |
| Chelan Simmons        | Casadee        |                                                |                 |
| Faith Ford            | Summer         | Gwen édesanyja, a Delta-lányklub tagja         |                 |

### Vendég- és mellékszereplők
- Christine Willes .... Mary Lee Snow – Sara édesanyja
- Charles Siegel .... Emcee
- Catherine Lough Haggquist .... Hilary
- Stephanie Belding
- Matt Ward .... Deacon
- Marie Avgeropoulos .... Missy
- Scott Lyster .... P.J. – A Beta fiúklub tagja
- Meredith Bailey .... Sally
- Diana Bang .... Lauren
- Andrea Brooks .... Shawna – A Kappa-lányklub tagja
- Natasha Gulmans .... Lana
- Courtney Oglend
- Brooke Anderson
- Christine Lacey – Háttérénekes
- Johannah Newmarch – Háttérénekes